# 吳穎沺
吳穎沺，臺灣教育科技與科學教育學者，國立花蓮師範學院數理教育學士、國立交通大學教育學碩士，國立臺灣師範大學地球科學研究所博士，專精於學習科技設計、數位學習研究方法、設計思考、人工智慧與社會創新，歷任花蓮與新竹國小教師、美國賓州州立大學訪問學者、加拿大多倫多大學訪問學者，現任國立中央大學網路學習科技研究所所長、中華民國教育部資訊及科技教育司司長。